# Mineola (Texas)
Mineola é uma cidade localizada no estado norte-americano do Texas, no Condado de Wood.

## Demografia
Segundo o censo norte-americano de 2000, a sua população era de 4550 habitantes.
Em 2006, foi estimada uma população de 5091, um aumento de 541 (11.9%).

## Geografia
De acordo com o United States Census Bureau tem uma área de
13,8 km², dos quais 13,7 km² cobertos por terra e 0,1 km² cobertos por água. Mineola localiza-se a aproximadamente 127 m acima do nível do mar.

## Localidades na vizinhança
O diagrama seguinte representa as localidades num raio de 24 km ao redor de Mineola.